# Seven Arcs
株式会社Seven Arcs（セブン・アークス、英: Seven Arcs Co.,Ltd.）は、日本のアニメ制作会社。株式会社TBSホールディングスの完全子会社。

## 歴史
2000年4月7日、スタジオぴえろなどで演出をしていた上村修が同じ演出家の康村諒・水野和則・草川啓造らと「有限会社アークトゥールス」を設立。2002年に、秋元康原案の映画『シックス・エンジェルズ』で元請制作を開始するが、テレビシリーズの制作に乗り出すため、同年5月31日に関連企業の「株式会社セブン・アークス」を設立。2004年放送の『魔法少女リリカルなのは』で本格的にテレビシリーズの制作に進出し、注目を集める。
2012年4月23日、関連会社である「株式会社セブン・アークス・ピクチャーズ」を設立し実制作部門を移管。セブン・アークスは企画・製作・版権管理を主な業務とする。
2017年12月26日、東京放送ホールディングス（後のTBSホールディングス）がアークトゥールスを持株会社とするセブン・アークスグループの完全子会社化を発表、上村の持つ発行済み全株式を取得する。これによりTBSテレビ・BS-TBSを始めとするTBSグループでのアニメーション事業強化を図るとしている。
2019年10月1日付でセブン・アークス・ピクチャーズを存続会社としてアークトゥールス、セブン・アークスの3社を合併し、「株式会社Seven Arcs」が発足。
2022年7月、東京都杉並区上井草に上井草分室を設立。
2023年1月、本社を東京都練馬区高松5丁目11番26号 光が丘MKビルから東京都武蔵野市中町1丁目19番18号 武蔵野センタービル5階へ移転。

## 作品

### テレビアニメ
| 開始年 | 放送期間    | タイトル                                                           | 制作スタジオ                   | 監督                    | シリーズ構成 | アニメーション プロデューサー | 原作       | 備考                              |
| ------ | ----------- | ------------------------------------------------------------------ | ------------------------------ | ----------------------- | ------------ | ----------------------------- | ---------- | --------------------------------- |
| 2004年 | 10月 - 12月 | 魔法少女リリカルなのは                                             | セブン・アークス               | 新房昭之                | 都築真紀     | 上村修                        | オリジナル | 各話制作協力：アークトゥールス    |
| 2005年 | 10月 - 12月 | 魔法少女リリカルなのはA's                                          | セブン・アークス               | 草川啓造                | 都築真紀     | N/A                           | オリジナル | 各話制作協力：アークトゥールス    |
| 2006年 | 4月 - 9月   | いぬかみっ!                                                        | セブン・アークス               | 草川啓造                | 玉井☆豪      | N/A                           | 小説       | 各話制作協力：アークトゥールス    |
| 2007年 | 4月 - 9月   | 魔法少女リリカルなのはStrikerS                                     | セブン・アークス               | 草川啓造                | 都築真紀     | N/A                           | オリジナル | 各話制作協力：アークトゥールス    |
| 2008年 | 7月 - 9月   | セキレイ                                                           | セブン・アークス               | 草川啓造                | 吉岡たかを   | N/A                           | 漫画       |                                   |
| 2009年 | 1月 - 3月   | WHITE ALBUM                                                        | セブン・アークス               | 吉村明                  | 佐藤博暉     | N/A                           | ゲーム     | 前半                              |
| 2009年 | 10月 - 12月 | WHITE ALBUM                                                        | セブン・アークス               | 吉田泰三                | 佐藤博暉     | N/A                           | ゲーム     | 後半                              |
| 2009年 | 4月 - 6月   | アスラクライン                                                     | セブン・アークス               | 草川啓造                | 小出克彦     | N/A                           | 小説       |                                   |
| 2009年 | 10月 - 12月 | アスラクライン2                                                    | セブン・アークス               | 草川啓造                | 赤尾でこ     | N/A                           | 小説       |                                   |
| 2010年 | 7月 - 9月   | セキレイ〜Pure Engagement〜                                        | セブン・アークス               | 草川啓造                | 吉岡たかを   | 畑中悠介                      | 漫画       |                                   |
| 2011年 | 4月 - 6月   | DOG DAYS                                                           | セブン・アークス               | 草川啓造                | 都築真紀     | N/A                           | オリジナル |                                   |
| 2012年 | 7月 - 9月   | DOG DAYS'                                                          | セブン・アークス               | 西村純二                | 都築真紀     | N/A                           | オリジナル |                                   |
| 2013年 | 4月 - 9月   | ムシブギョー                                                       | セブン・アークス・ピクチャーズ | 浜名孝行                | 加藤陽一     | 桑原誠                        | 漫画       | 製作：セブン・アークス            |
| 2014年 | 10月 - 12月 | トリニティセブン                                                   | セブン・アークス・ピクチャーズ | 錦織博                  | 吉野弘幸     | 桑原誠                        | 漫画       | 製作：セブン・アークス            |
| 2015年 | 1月 - 3月   | DOG DAYS''                                                         | セブン・アークス・ピクチャーズ | 西村純二                | 都築真紀     | 畑中悠介                      | オリジナル | 製作：セブン・アークス            |
| 2016年 | 1月 - 3月   | 大家さんは思春期!                                                  | セブン・アークス・ピクチャーズ | 小川優樹                | 阿久津奈々   | 桑原誠                        | 漫画       |                                   |
| 2016年 | 10月        | 銀河機攻隊 マジェスティックプリンス（第25話）                      | セブン・アークス・ピクチャーズ | 元永慶太郎              | 吉田玲子     | 中村陽介                      | オリジナル | 共同制作：オレンジ                |
| 2016年 | 10月 - 12月 | ViVid Strike!                                                      | セブン・アークス・ピクチャーズ | 西村純二                | 都築真紀     | 畑中悠介                      | オリジナル | 製作：セブン・アークス            |
| 2016年 | 10月 - 12月 | アイドルメモリーズ                                                 | セブン・アークス・ピクチャーズ | 菊池カツヤ              | 大野木寛     | 桑原誠                        | オリジナル |                                   |
| 2018年 | 1月 - 6月   | バジリスク 〜桜花忍法帖〜                                          | セブン・アークス・ピクチャーズ | 西村純二                | 大西信介     | 北岡正                        | 小説       |                                   |
| 2018年 | 4月 - 6月   | されど罪人は竜と踊る                                               | セブン・アークス・ピクチャーズ | 錦織博（総） 花井宏和   | 伊神貴世     | N/A                           | 小説       | 製作協力：セブン・アークス        |
| 2019年 | 1月 - 3月   | バミューダトライアングル 〜カラフル・パストラーレ〜                | セブン・アークス・ピクチャーズ | 西村純二                | 横手美智子   | 佐藤博明 木村健吾             | オリジナル |                                   |
| 2020年 | 4月 - 6月   | アルテ                                                             | Seven Arcs                     | 浜名孝行                | 吉田玲子     | 畑中悠介                      | 漫画       |                                   |
| 2020年 | 10月 - 12月 | トニカクカワイイ                                                   | Seven Arcs                     | 博史池畠                | 兵頭一歩     | 佐藤博明                      | 漫画       |                                   |
| 2021年 | 10月 - 12月 | ブルーピリオド                                                     | Seven Arcs                     | 舛成孝二（総） 浅野勝也 | 吉田玲子     | 佐藤博明                      | 漫画       |                                   |
| 2022年 | 7月 - 9月   | Extreme Hearts                                                     | Seven Arcs                     | 西村純二                | 都築真紀     | N/A                           | オリジナル |                                   |
| 2023年 | 4月 - 6月   | トニカクカワイイ (第2期）                                          | Seven Arcs                     | 博史池畠                | 兵頭一歩     | 佐藤博明                      | 漫画       |                                   |
| 2024年 | 1月 - 3月   | 魔都精兵のスレイブ                                                 | Seven Arcs                     | 西村純二（総） 久慈悟郎 | 中西やすひろ | 畑中悠介 高橋勇輔             | 漫画       |                                   |
| 2024年 | 7月 - 9月   | ハズレ枠の【状態異常スキル】で最強になった俺がすべてを蹂躙するまで | Seven Arcs                     | 福田道生                | 中西やすひろ | 岩崎史歩                      | 小説       | アニメーション制作協力：SynergySP |

### 劇場アニメ
| 公開年 | タイトル                                           | 制作スタジオ                   | 監督       | 脚本            | アニメーション プロデューサー | 原作         | 備考                                                                 |
| ------ | -------------------------------------------------- | ------------------------------ | ---------- | --------------- | ----------------------------- | ------------ | -------------------------------------------------------------------- |
| 2002年 | シックス・エンジェルズ                             | アークトゥールス               | 小林誠     | 平野靖士        | 上村修                        | オリジナル   |                                                                      |
| 2007年 | いぬかみっ! THE MOVIE 特命霊的捜査官・仮名史郎っ!  | セブン・アークス               | 草川啓造   | 玉井☆豪         | N/A                           | 小説         |                                                                      |
| 2010年 | 魔法少女リリカルなのは The MOVIE 1st               | セブン・アークス               | 草川啓造   | 都築真紀        | N/A                           | オリジナル   | 制作協力：アークトゥールス                                           |
| 2012年 | 魔法少女リリカルなのは The MOVIE 2nd A's           | セブン・アークス               | 草川啓造   | 都築真紀        | 畑中悠介                      | オリジナル   |                                                                      |
| 2016年 | 劇場版マジェスティックプリンス 覚醒の遺伝子        | セブン・アークス・ピクチャーズ | 元永慶太郎 | 宍戸義孝        | 中村陽介                      | オリジナル   | 共同制作：オレンジ                                                   |
| 2017年 | 劇場版 トリニティセブン -悠久図書館と錬金術少女-   | セブン・アークス・ピクチャーズ | 錦織博     | サイトウケンジ  | N/A                           | 漫画         | 製作：セブン・アークス                                               |
| 2017年 | 魔法少女リリカルなのは Reflection                  | セブン・アークス・ピクチャーズ | 浜名孝行   | 都築真紀        | 畑中悠介                      | オリジナル   | 音楽制作：セブン・アークス                                           |
| 2018年 | 魔法少女リリカルなのは Detonation                  | セブン・アークス・ピクチャーズ | 浜名孝行   | 都築真紀        | 畑中悠介                      | オリジナル   | 音楽制作：セブン・アークス                                           |
| 2019年 | 劇場版 トリニティセブン -天空図書館と真紅の魔王-   | セブン・アークス・ピクチャーズ | 錦織博     | サイトウケンジ  | N/A                           | 漫画         | 製作：セブン・アークス                                               |
| 2025年 | ギャラクシーアパート★コスモヒルズ                  | Seven Arcs                     | 青木香奈枝 | 御ます          | 河中翔栄                      | オリジナル   | 2024年度若手アニメーター育成プロジェクト「あにめのたね2025」参加作品 |
| 2025年 | 遠井さんは青春したい！『バカとスマホとロマンスと』 | Seven Arcs                     | まんきゅう | 加藤陽一 ジェル | 未公表                        | ショート動画 | 企画・プロデュース：ななもり。                                       |

### OVA
| 発売年 | タイトル                                     | 制作スタジオ                   | 監督     | アニメーション プロデューサー | 原作       | 備考                       |
| ------ | -------------------------------------------- | ------------------------------ | -------- | ----------------------------- | ---------- | -------------------------- |
| 2003年 | とらいあんぐるハート 〜Sweet Songs Forever〜 | セブン・アークス               | 新房昭之 | 上村修                        | ゲーム     | 制作協力：アークトゥールス |
| 2014年 | 常住戦陣!!ムシブギョー                       | セブン・アークス・ピクチャーズ | N/A      | N/A                           | 漫画       |                            |
| 2015年 | DOG DAYS''                                   | セブン・アークス・ピクチャーズ | 西村純二 | 畑中悠介                      | オリジナル |                            |
| 2021年 | トニカクカワイイ 〜SNS〜                     | Seven Arcs                     | 博史池畠 | 佐藤博明                      | 漫画       |                            |

### Webアニメ
| 配信年 | タイトル                                                                          | 監督     | アニメーション プロデューサー | 原作       |
| ------ | --------------------------------------------------------------------------------- | -------- | ----------------------------- | ---------- |
| 2016年 | 佐賀県を巡るアニメーション『約束の器 有田の初恋』『冬の誓い 夏の祭り 武雄の大楠』 | 西村純二 | 畑中悠介                      | オリジナル |
| 2022年 | トニカクカワイイ 〜制服〜                                                         | 博史池畠 | 佐藤博明                      | 漫画       |
| 2023年 | トニカクカワイイ 女子高編                                                         | 博史池畠 | 佐藤博明                      | 漫画       |

### ゲーム
| 年     | タイトル                                    | 機種                                          | 備考                   |
| ------ | ------------------------------------------- | --------------------------------------------- | ---------------------- |
| 2022年 | インフィニティソウルズ                      | Android、iOS                                  | 原作、サービス終了済み |
| 2025年 | 五等分のプリンセス ～幻想と深淵と魔法学院～ | PlayStation 4、PlayStation 5、Nintendo Switch |                        |

### 制作協力
| 年     | タイトル                                                              | 担当スタジオ                      | 制作元請                   |
| ------ | --------------------------------------------------------------------- | --------------------------------- | -------------------------- |
| 2001年 | 魔法遊戯                                                              | アークトゥールス                  | AIC                        |
| 2007年 | D.C.II 〜ダ・カーポII〜                                               | セブン・アークス                  | feel.                      |
| 2010年 | NARUTO -ナルト- 疾風伝                                                | セブン・アークス アークトゥールス | ぴえろ                     |
| 2010年 | NARUTO -ナルト- 疾風伝                                                | アークトゥールス                  | ぴえろ                     |
| 2010年 | 劇場版 NARUTO -ナルト- そよ風伝 ナルトと魔神と3つのお願いだってばよ!! |                                   | ぴえろ                     |
| 2013年 | 僕は友達が少ないNEXT                                                  | セブン・アークス ・ピクチャーズ   | AIC Build                  |
| 2013年 | みなみけ ただいま                                                     | セブン・アークス ・ピクチャーズ   | feel.                      |
| 2014年 | デート・ア・ライブII                                                  | セブン・アークス ・ピクチャーズ   | プロダクションアイムズ     |
| 2014年 | 金田一少年の事件簿R                                                   | セブン・アークス ・ピクチャーズ   | 東映アニメーション         |
| 2015年 | やはり俺の青春ラブコメはまちがっている。続                            | セブン・アークス ・ピクチャーズ   | feel.                      |
| 2015年 | ジュエルペット マジカルチェンジ                                       | セブン・アークス ・ピクチャーズ   | スタジオディーン           |
| 2015年 | アイカツ!                                                             | セブン・アークス ・ピクチャーズ   | バンダイナムコピクチャーズ |
| 2015年 | 六花の勇者                                                            | セブン・アークス ・ピクチャーズ   | パッショーネ               |
| 2015年 | がっこうぐらし!                                                       | セブン・アークス ・ピクチャーズ   | Lerche                     |
| 2015年 | 櫻子さんの足下には死体が埋まっている                                  | セブン・アークス ・ピクチャーズ   | TROYCA                     |
| 2015年 | あにトレ!EX                                                           | セブン・アークス ・ピクチャーズ   | ライジングフォース         |
| 2016年 | リルリルフェアリル〜妖精のドア〜                                      | セブン・アークス ・ピクチャーズ   | スタジオディーン           |
| 2016年 | 文豪ストレイドッグス                                                  | セブン・アークス ・ピクチャーズ   | ボンズ                     |
| 2017年 | リルリルフェアリル〜魔法の鏡〜                                        | セブン・アークス ・ピクチャーズ   | スタジオディーン           |
| 2025年 | 不知火フレア『薄明光線』                                              | Seven Arcs                        | INTERFACEDOGS              |

### その他
| 年     | タイトル                           | 備考                 |
| ------ | ---------------------------------- | -------------------- |
| 2021年 | かいじゅう色の島                   | PV                   |
| 2022年 | 顔に出ない柏田さんと顔に出る太田君 | アニメーションCM制作 |

## 関連人物

### アニメーター・演出家
- 水野和則（創業者）
- 草川啓造（創業者、現：ディオメディア所属）
- 奥田泰弘
- 友岡新平
- 小森篤
- 都築真紀

- 斉藤良成
- 小平麻紀
- 坂田理
- 西村純二
- 佐藤博暉
- 菊池勝也

- 浜名孝行
- 錦織博
- 山下喜光
- 橋本貴吉
- 石井明治
- 柴田由香

### 制作
- 田中辰弥（代表取締役CEO社長）
- 藤岡繁樹（代表取締役COO）
- 斎藤朋之（取締役CCO）
- 増田一成（取締役CFO）
- 上村修（創業者）
- 高松央（執行役員）

- 康村諒（創業者、元代表取締役社長）
- 梶田浩司（元執行役員、現：ベルノックスフィルムズ代表取締役社長）
- 畑中悠介
- 原川太一
- 佐藤博明
- 桑原誠

- 北岡正
- 木下真一
- 松田吉史
- 河中翔栄
- 江里口武志（現：スタジオブラン代表）
- 天野翔太（現：ディオメディア所属）